# Kereskedési könyv
A kereskedési könyv (Trading Book) a Bázeli Tízek Bizottsága által megalkotott minősített tőke és kockázati súlyok között a 3. osztályba sorolt tőke elemei közé tartozik.
A kereskedési könyvbe  tartoznak azok a pénzügyi eszközök, amelyeket a bank eladási céllal tart saját portfóliójában árfolyamnyereség, illetve egyéb ár- és kamatnyereség elérése céljából. Továbbá ide tartoznak a kereskedési könyvben vállalt pozíció fedezésére szolgáló műveletek, valamint az e pozíció kockázatát csökkentő műveletek az OTC (tőzsdén kívüli kereskedés) piacon és az aktív repó, illetve passzív repó műveletek.